# Evania argenteocaudata
Evania argenteocaudata är en stekelart som beskrevs av Günther Enderlein 1901. Evania argenteocaudata ingår i släktet Evania och familjen hungersteklar. Inga underarter finns listade i Catalogue of Life.